# Јурика (Невада)
Јурика (енгл. Eureka) насељено је место без административног статуса у америчкој савезној држави Невада.

## Демографија
По попису из 2010. године број становника је 610.
| Група             | 2000.    | 2010.       |
| Белци             | 0 (0,0%) | 506 (83,0%) |
| Афроамериканци    | 0 (0,0%) | 2 (0,3%)    |
| Азијати           | 0 (0,0%) | 7 (1,1%)    |
| Хиспаноамериканци | 0 (0,0%) | 71 (11,6%)  |
| Укупно            | 0        | 610         |